# Adam Zamoyski
Le comte Adam Zamoyski (né le 11 janvier 1949) est un historien, issu l'ancienne famille de la noblesse polonaise.

## Biographie
Adam Stefan Zamoyski est né à New York, aux États-Unis, mais il grandit en Angleterre, et est éduqué à la Downside School, et au Queen's College d'Oxford. Il est historien indépendant et auteur de plus d'une douzaine d'ouvrages spécialisés dans l'histoire de la Pologne et l'histoire de Napoléon durant l'invasion de la Russie en 1812. En 2008, il devient président du conseil d'administration de la Fondation des Princes Czartoryski, mais en sort par le vote de la totalité du Conseil de la Fondation le 12 juillet 2011. Le 16 juin 2001, il épouse l'artiste Emma Sergeant.